# Szemere (település)
Szemere község Borsod-Abaúj-Zemplén vármegyében, az Encsi járásban.

## Fekvése
A vármegye északi részén, a szlovák határtól 5 kilométerre, Encstől 19 kilométerre északra fekszik. Közigazgatási határának több mint 5 kilométernyi szakasza egybeesik az államhatárral.
A közvetlenül határos települések a határ magyar oldalán: kelet felől Pusztaradvány, dél felől Fulókércs, délnyugat felől Litka, nyugat felől Büttös, északnyugat felől pedig Kány. A határ túloldalán a legközelebbi település a közigazgatásilag Perény-Hímhez (Perín-Chym) tartozó Felsőlánc (Vyšný Lánec).

### Megközelítése
Főutcája a 3-as főút mérai szakaszától az országhatárig húzódó 2626-os út, mely dél-északi irányban húzódik végig a község teljes belterületén. Hernádvécsével és azon keresztül Garadnával a 2627-es út kapcsolja össze.
Határszélét északnyugaton, egy rövid szakaszon érinti még a Kázsmárktól Kány déli külterületein át egészen az országhatárig húzódó 2624-es út is.

## Története

### Középkor
Neve magyar személynévre vezethető vissza, melynek alapját az uráli eredetű, ’mag’ jelentésű szem szó képezte. Első említése 1243-ból ismert, amikor Fáj határosaként említették. Ebben az oklevélben a Rosszaszó (Rusozo) fője fölötti bérc választotta el Fájt Szemerétől és Günter földjétől, azaz a mai Litkától. 1260-ban Radvány határjárásban szerepel, mint annak határosa. Szemerét 1327-ben magyarul Kétszemerének nevezték és egyértelműen két birtoknak tekintették. Ebben az évben az Aba nemzetség két ágából való nemesek, a Gagyiak és a Nádasdiak egyeztek meg fölötte: Enyickéért cserébe Nádasdi Domonkos átengedte Gagyi Gerevén fiainak a két Szemerét. A falu az egész középkorban két részből állott, 1477-ben is így említették.
1348-ban az egy évszázaddal korábban Rosszaszóként emlegetett vízfolyást ekkor Rakanca völgyének hívták, amelyben csak esős időben folyt víz. E földrajzi helyeket a falutól északra és nyugatra fekvő – ma már részben Szemerébe, részben pedig Büttösbe olvadt – Lyuba-birtok határainak megállapításakor említették. Ugyanekkor Bozita, Szemere és Radvány hármas határát is leírták. A falu ekkor is a Gagyiak birtokában volt. A 15. században már a Szemerei család volt a falu birtokosa, akik egészen bizonyosan szoros rokonságban álltak a Gagyiakkal, talán a Gagyiak itt birtokos ága változtatta Szemereire a nevét. 1479-ben a Szemerei család egyik tagja által birtokolt birtokrész egyetlen nemesi és egy lakatlan paraszti telekből állott. 1427-ben a kamara haszna nevű királyi adót 10 paraszti telek után fizették meg. A falu birtokosa ekkor Szemerei Lőrinc volt. A helység a Hernádtól nyugatra fekvő falvakkal feküdt egy járásban.
Szemere határa a középkorban a mainál valamivel kisebb lehetett, és a török korban valószínűleg az akkor elpusztult Lyuba egy kis részével gyarapodott. Szemere lakott területétől délre található egy Miglinc nevű külterületi rész, melyet a modern turistatérkép Miglic néven a Szemere–Fulókércs-úttól keletre ábrázol. Itt lakott helyet az 1980-as évek terepbejárásai során nem találtak. Miglinc nem szerepel sem Lyuba, sem Vécse középkori határainak leírásában, pedig ha ott falu feküdt volna, akkor azt említették volna. A településtörténeti irodalom rosszul azonosította az először 1271-ben Miglinc, a 14–15. században Mikléc, Migléc néven emlegetett települést ezzel a külterülettel, azok az adatok ugyanis mind Miglécre vonatkoznak.
Szemere a 14. századtól kezdve kimutathatóan egyházas hely volt. Papja 1332-ben 12, 1333-ban 14, 1334-ben és 1335-ben 12-12 garast fizetett a pápai tizedszedőknek.

### Kora újkor
A Szemerei (Szemere) család, amely a Cserehát legkiterjedtebb és egyik legősibb családja, a Gagyiak örökségét vitte tovább Szemere falu birtokjogában.
A Szemere család őse az Abaúj határán fekvő Zemplén vármegyei Kak birtokról Kaki néven volt ismert. A 15. század elején Kaki Domokos fia, János feleségül vette Gagyi Bakos Erzsébetet, így a Gagyi család által birtokolt Szemere falu egy része Kaki (Szemerei) Jánoshoz került. A Kaki család kései leszármazóját, Szemere Albert fia Kelement (felesége Rásonyi Orsolya), az abaúji Beret birtokosát 1574-ben kaki Szemere Kelemennek nevezik; hasonlóan a Szemerék erdélyi ágából való rokonához, Báthory Zsigmond erdélyi vajda főember-szolgájához, Szemere Sebestyénhez (†1583). Szemere Sebestyént ugyanis halála után is kaki Szemere Sebestyénnek ismerték, 1583-ban Gyulafehérváron készült végrendeletében a Zemplén vármegyében fekvő kaki és legyesbényei, valamint abonyi (elpusztult falu a mai Kesznyéten mellett) birtokokról is rendelkezik. A nagyidai várbirtok és falvai 1449. évi birtokba iktatásánál a szomszédok között már Szemerei Györgyöt és Jánost említették, 1475-ben Szemerei György Szemere falu egyik birtokosa. 1477-ben azonban egy birtokba iktatásnál a két Szemere falu (Alsó- és Felsőszemere) birtokrésze még a Gagyi család Gagyi-, Báthori- és Vendéghi-ágának közös birtokában van. A középkorban is több egymással rokon nemesi család közös tulajdonában lévő Szemere falu legnevesebb késő középkori birtokosa Szemerei (Szemere) János fia, Szemerei Kelemen abaúji tizedbérlő, visegrádi várnagy (1519–1520), 1503-ban kinevezett jajcai bán, akivel 1505-ben Tomori Pál, Radványi Szaniszló és mások egyezséget kötöttek Szemere falu birtokjogát illetően. Szemere (Szemerei) Kelemen megmaradt a falu egyik birtokosának, sőt szemerei udvarházában lakott, 1520-ban ugyanis itt keresték fel a személyes jelenléti bíróságra való idézéssel. A hagyomány szerint Szemere Kelemen Mohácsnál esett el.
1552-ben a portális vagy dikális adó jegyzékében Szemere egyik földesuraként Szemere Jánost nevezték meg, aki azonos lehet Felsőszemerei (Szemere) Jánossal, Szemere Kelemen (†1526) fiával. Szemere Kelemennek egyébként Jánoson kívül még hét gyermeke volt, köztük további öt fiú (Ferenc, Albert, Gáspár, Gergely, György). A 16. századi adójegyzékek a továbbiakban Szemere falut mindig több nemes conpossessoratus néven is ismert birtokosi közösségének tulajdonaként említik, hasonlóan a Cserehát legtöbb falujához, ahol szintén több nemeshez vagy nemes családhoz tartozott a birtok, amelyet a földesurak jobbágytelkenként, jobbágyonként osztottak meg egymás között. A jórészt Abaúj vármegyéből, illetve a Cserehátról származó birtokos családokat Szemerén is legtöbbször rokoni kapcsolatok fűzték össze, több birtokos felesége révén lett a falu földesura.
1560-ban a Cserehát középkori birtokos családjai, a Radványiak és Láncziak is örökösök voltak Szemere uraságában, ekkor ugyanis I. Ferdinánd király Lánczi (Lánczy) Péter, Mihály, Mátyás, Balázs és Fulókércsi Balázs nemeseket megerősítette az Abaúj vármegyében fekvő, őseiktől örökölt teljes Radvány puszta és Szemere, Kércs, Kis-Szakály, Pólyi, Középső-Lóránt-Lánc falvakbeli részbirtokok tulajdonában. Az örökösök egyrészt a középkor végi birtokosok, Lánczi János és neje, Radványi Katalin fiai voltak, azaz a Radványi család leszármazói, másrészt kércsi (vagy szendi) Fuló Imre abaúji szolgabíró (1519–1520) fia: Fulókércsi Balázs (kércsi Fuló Balázs), akinek ősei szintén Radvány urai voltak. A középkori Radványi család leányági örököse, Radványi Szaniszló unokája: Radványi Agáta, Gönci Szabó Márton, majd Fuló György özvegye, miután megszerezte nagynénje, Vajda Pálné Radványi Kata örökségét is, 1564-ben eladta radványi és szemerei birtokrészét 100 magyar forintért és 25 köböl búzáért Réghy Kelemennek. Réghy (Reéghy) Kelemen (†1573 körül) több Abaúj és Borsod vármegyei birtokkal rendelkezett, és rezidenciáját a hangácsi birtokán álló erődített kastélyában rendezte be, így a hangácsi nemesi előnevet is felvette. Az 1550-es években az egri vár főtiszttartói hivatalát viselte, 1559 decemberében Verancsics Antal egri püspök az egri vár második kapitányának nevezte ki, de az egri püspöki vár és uradalom gazdasági irányítását csak 1562 májusáig végezhette. Később a Szepesi Kamara tisztviselője lett, királyi biztosként is képviselte a kamarát az 1570-es években. Réghy Kelemen birtokai húgai, Krisztina és Klára családjában öröklődtek tovább.
Szemere falu fő birtokosa azonban a 16–17. században is a Szemere család maradt, amely a török korban Abaúj vármegye egyik vezető hivatalviselő birtokos családja lett. Tagjai a korábbi Szemerei/Szemerey névről a 16. század végétől tértek át a Szemere név használatára, bár még a 17. században is használták a Szemerei nevet. A 17. század elején Szemerei Albert abaúji táblabírót (Gergely és Fuló Magdolna fiát) egyaránt hívták Szemerének és Szemereinek. Az utóbbi azonban lassan nemesi előnévvé vált: szemerei Szemere. Szemere Gergelyt apjához, Kelemenhez hasonlóan, népes családdal áldotta meg a sors. Két feleségétől, Fuló Magdolnától és Czikó Katalintól származó lányai, mellétei Barna Farkas özvegye, Erzsébet, Bellényi Zsigmondné Dorottya, szemerei Horváth Jánosné Katalin, jászai Gyulay Györgyné Erzsébet 1614-ben közösen léptek fel fivérük, Szemere Albert birtokfoglalása miatt. A birtokos családok egyben a szemerei református egyház kegyurai is voltak, a 17. század elején Szemere Albert és Szemere Gergely, Bellényi Zsigmond, Horváth János és mellétei Barna Mihály (Barna Farkas és Szemere Erzsébet fia) közösen birtokoltak Szemerén, ugyanakkor a református egyház patrónusai is voltak.

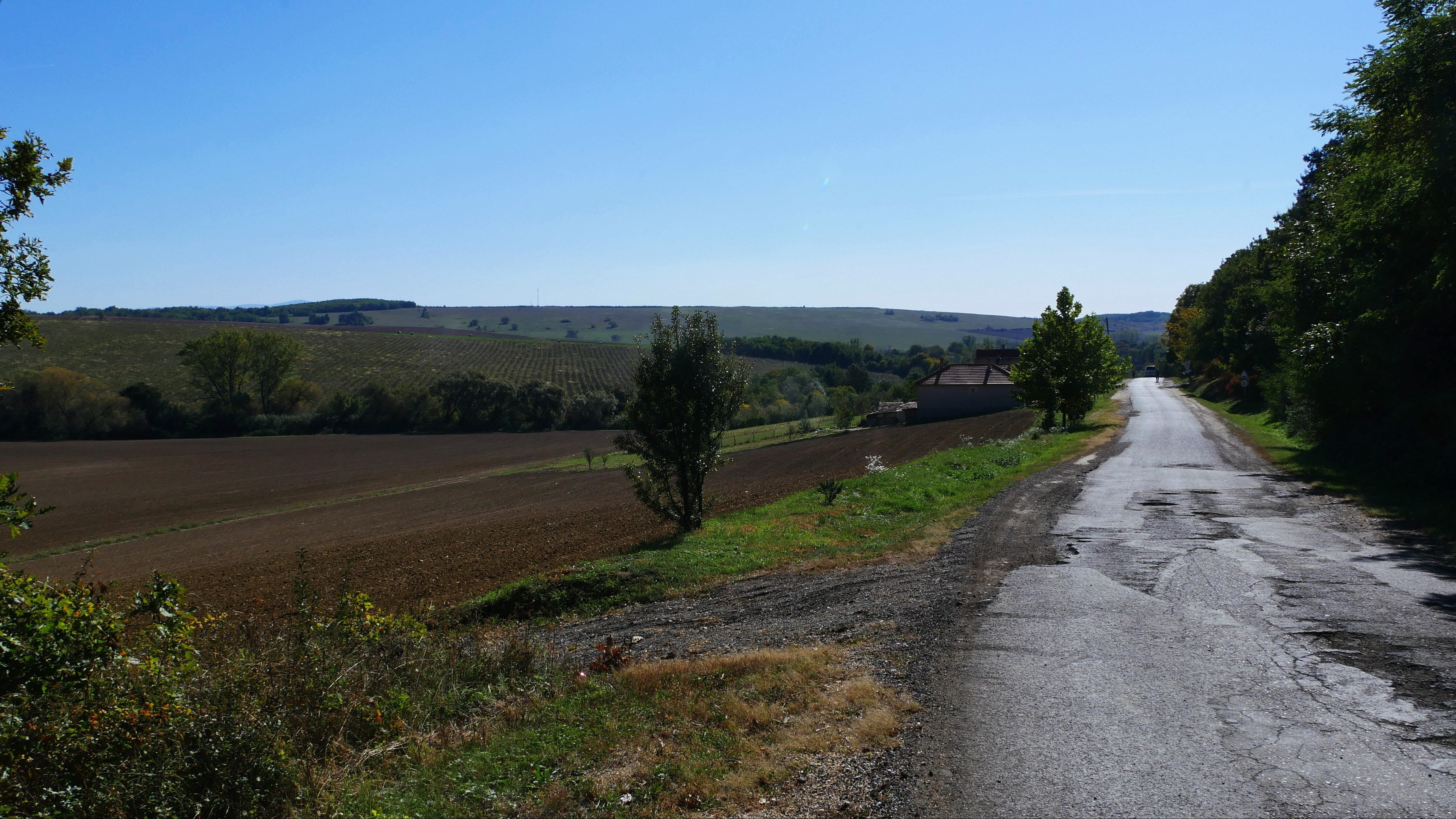
Szemere határa

Egy generációval később, Szemere Albert és Kinizsi Zsuzsanna gyermekei, János, Bodó Gergelyné Anna, Puky Péterné Magdolna, Barkács Mihályné Dorottya, György (felesége Zsujtai Dorottya) és Pál (felesége Putnoky Klára) 1641-ben megosztoztak Szemere falu részbirtokában, illetve további abaúji (Bakta, Kis- és Nagy-Kinizs, Detek, Dobsza, Fulókércs) és a zempléni (Legyesbénye) falvakban fekvő jószágaikon. A 17. század elején új birtokos is megjelent Szemerén a Borsod vármegyei eredetű Hegymegi nemesi családból: Hegymegi Boldizsár kapott királyi adományt homrogdi és szemerei részbirtokokra. Fiai, Hegymegi János és Zsigmond Abaúj vármegyében hivatalt vállaltak, Zsigmond 1635–1636-ban Abaúj egyik szolgabírája volt. 1620-ban Szemere Gergely és Hegymegi János mint szemerei birtokszomszédok együtt voltak jelen Korláth István szendrői főkapitány Bethlen Gábor fejedelemtől adományba kapott Petri birtokba történő beiktatásánál. A szemerei földesurak egy része azonban idővel elvesztette a birtokosi státust, és a 17. század első harmadában lesüllyedt a taxás, egytelkes nemesek közé. 1635-ben Szemere Márton 25 dénár, Szemere Tamás 9 dénár, Szemere András 18 dénár, Horváth Pál (feltehetően Szemere Katalin és férje, Horváth János fia) 18 dénár nemesi taxát fizetett. 1646-ban Abaúj vármegye nemesi összeírásában a csereháti birtokosok között több Szemere nevű is szerepelt (Szemere György, János, Pál), valamint szemerei Horváth Pál, míg a szemerei armalista nemesek listáján Hegymegi Zsigmond, Horváth Pál, Szemere Márton, mint a birtokos családok elszegényedett tagjai, illetve Péczeli Imre és Vajda Miklós neve tűnt fel.
A 17. századi szemerei birtokosok között a legvagyonosabb és a legnagyobb hírnévre szert tett földesúr szemerei Szemere Pál (1600 k.–1652) volt, aki a családnak is nevet adott birtokközpontban, Szemerén elegáns kastélyt építtetett. Szemere Albert és Kinizsi Zsuzsanna fia már fiatalon megyei és országos politikai karriert épített, 1622 és 1649 között Sáros, majd Abaúj vármegye országgyűlési követe volt, akinek követi megbízatásáról vezetett latin nyelvű naplói fennmaradtak. I. Rákóczi György felső-magyarországi uralma alatt a fejedelem udvari tanácsosa, majd a szepesi kamara tanácsosa, a királyi tábla ülnöke, a jászói konvent jegyzője, Sáros és Abaúj vármegye jegyzője, élete végén abaúji alispán. Birtokosként 1639-ben pallosjogot kapott a királytól faluja, Szemere területére, vagyis az ott elfogott gonosztevőket saját hatáskörben fogva tarthatta, elítélhette, és akár halálos büntetéssel is fenyíthette. Szemerén 1647-re építtette fel kastélyát, amelynek kőbe vésett latin nyelvű avatási felirata is fennmaradt, másodlagosan beépítve:
MINOR SUM D(OMI)NE CVN[C]TIS TVIS * MI * SE * RATIONIB * VS GEN 35 * G(enerosus) DO(minus) PAVLVS * DE ZEMERE T * ABULAE REGIAE I * VDICIARIAE IVR * ATUS ASSESSOR INCLITAE CAMERAE * SCEPUSIENS(is) CASSOVIENSIS * ADMINISTRATOR ET CONSILI * ARIUS DEO AVXILIANTE HOC AE * DIFICIUM DOMUS SVAE ZEME * RIANAE PERFECIT ANO * DOMINI 1647.
Fordítása:
Kisebb vagyok, Uram, minden te jótéteményednél Genesis 35 [helyesen: Gen 32:10]. Nemzetes Szemere Pál úr, a királyi ítélőtábla esküdt ülnöke, a nemes Szepesi Kamara kassai adminisztrátora és tanácsosa, Isten segedelmével szemerei házának ezen épületét befejezte az Úr 1647. évében.
Szemere Pál és felesége, Putnoky Klára (†1667) a később többször átépített, de ma is álló kastélyban tartotta nemesi rezidenciáját. 1644-ben Szemere Pál mint Abaúj vármegye jegyzője szervezte a vármegye véderejét, Abaúj vármegye ugyanis 400 gyalogosának Szemerét rendelte állomáshelyéül, a megyei katonaság azonban súlyos kihágásokat követett el a faluban.
Szemerén született Szemere Pál és Putnoky Klára fia, id. Szemere László (†1677) Abaúj vármegyei táblabíró, 1659 és 1672 között zempléni alispán, akit a Wesselényi-összeesküvés felderítése után alaptalan vádak alapján lefogtak, birtokait elkobozták. Helyzete azonban tisztázódott, és 1673-ban kegyelmet kapott I. Lipót királytól birtokainak visszaszolgáltatása ígéretével. Id. Szemere László Vay Katalintól született fia és örököse, ifj. László (1660 k. – 1720 k.) a kezdetektől részt vett a Rákóczi-szabadságharcban mint ezereskapitány, illetve brigadéros, később hajdúvárosi főkapitány, 1710-ben pedig mint hadparancsnok. A szatmári békekötés után a király hűségére térvén amnesztiában részesült, és apja egykori – fiskálissá lett – birtokait visszakapta a királyi kincstártól. A 18. század elején, úgy is, mint az egykori Réghy Kelemen-féle birtokok örökösei, Réghy Margit és Klára leszármazói, a Szathmáry Király és hanvai Darvas család tagjai kaptak újbóli adományt őseik számos borsodi és abaúji jószágára, köztük Szemerére is.
Szemere falu mint a Szemerék és egyéb családok közös birtoka alacsony adóképességű faluként tűnt fel 1552-ben a dikális adójegyzékben. Ekkor 1,5 porta után vetették ki a falura az adót, az adórovók azonban a jobbágyok mellett 7 zsellért is összeírtak. Igen magas volt a nemesi majorságok száma is (6), vagyis Szemerén már a 16. század közepén több birtokos osztozott a jobbágytelki állománytól elkülönült allódiumon, de a birtokosok mellett feltételezhetők egytelkes nemesek is. A falu adófakultása 1554-re 2 portára emelkedett, a 16. század második felében azonban nem vetettek ki királyi adót Szemerére, ami a birtokok, vagy inkább lakosai bizonyos kiváltságaira, ismeretlen eredetű adómentességére utalhat. Igaz, közben a dézsmajegyzékben megjelent a falu jobbágyainak termelőmunkája. 1558-ban 15 jobbágy (Nagy Antal, Tóth Bálint, Országi Orbán, Jakab deák, Makó Benedek, Kaposi János, Vajda Egyed, Vajda Pál, Dancs Balázs, Tóth László, Bakos István, Barla János, Vajda Albert, Kormos Demeter, Tóth Imre) adott gabonadézsmát, átlagosan 4 (60 kévés) kalangya őszi gabonát, de több jobbágynak volt tavaszi terménye (árpa és zab) is. Szemerén 5 ún. kereszténypénzt fizető zsellért is összeírtak (Mező János, Lőrinc, György, Illyés Mihály, özv. Mezőné), akiknek nem volt dézsmálható gabonatermésük. Szemerén szőlőt is termesztettek, 1560-ban 20 jobbágy (köztük feltehetően máshonnan származók is) adtak tekintélyes mennyiségű bordézsmát, összesen 138 köböllel. 1572-ben 24 szemerei jobbágynak volt összesen 21,5 kalangya őszi búzából és 23 kéve tavaszi gabonából álló dézsmája, sok jobbágy méhei után is fizeti a dézsmamegváltást. Ugyanebben az évben 27 helyi és 1 extraneus, vagyis máshol lakó dézsmafizetőtől 88 köböl bort szedtek be a decimátorok, a legnagyobb termelő ekkor Vajda András volt, aki egymaga 135 köböl bort szüretelt a szőlejéből, vagyis a bordézsma több mint 15%-át az ő tizede tette ki. Szemerén nem volt meghatározó az állattartás, 1572-ben 13 jobbágy 130 darab, 1581-ben 4 jobbágy 19 darab kecskeszaporulat után fizette az állatdézsma megváltását. 1591-ben 5 jobbágynak volt csekély állattizede (Vatai Mihály: 1 kecske, Bakó Pál: 1 kecske, Bakó Mátyás: 4 kecske, Dagal Lőrinc: 3 kecske, Tót Kristóf: 3 kecske), ezekért 24 dénár megváltást fizettek. 1582-ben, Juhász György bírósága idején a 10 jobbágy és 10 zsellér alig adott gabonadézsmát, de 1590-ben Barna János bíró mellett 19 jobbágynak (Szuhai János, Juhász Gergely, Köbli Kelemen, Kovács György, Dagal Lőrinc, Bakó Pál, Tót Mátyás, Kis Lőrinc, Tót Pál, Mező Demeter, Nagy Miklós, Varga Szaniszló, Vajda András, Egyed István, Király György, Barla Erzsébet, Vajda Péter, Vajda Tamás, Dagal Ambrus) volt dézsmálható bora, összesen 51 (10 iccés) köböl.
1598-ban a porta mint adóegység helyett a ház lett a rovásadó alapja, ez az egység jobban megközelítette a valós jobbágyi gazdaságok számát. Bár 1564-től Szemerének nem volt portaszáma, 1598-ban 33 házat vettek fel az adólistára, ami népes és kiterjedt kora újkori falura mutat. 1599-ben azonban tatár csapatok pusztítottak a Cserehát vidékén, ráadásul a felső-magyarországi főkapitányságra frissen kinevezett Giorgio Basta (1550–1607) a tatár hadak ellen az abaúji Méra mellett vonta össze csapatait, s az itt felállított tábor királyi katonasága is hozzájárult a csereháti falvak kifosztásához. Falujuk felégetéséről maguk a szemerei jobbágyok vallottak az adószedőknek 1599-ben, így adót sem tudtak fizetni. A falu már a következő évben, 1600-ban valamelyest visszanyerte vitalitását, ekkor ugyanis 4 házat, a pusztítás előttinek alig tizedét írták össze Szemerén, majd ez az adóegység 2-re csökkent, egészen 1608-ig, amikor utoljára vetették ki az adót a ház – mint adóalap – szerint. A csekély adóképesség, amely általános volt a 17. század eleji Csereháton, az értékelhető jobbágyi termelés visszaesésére utal. 1606-ban a dézsmajegyzékekben már csupán zsellérek szerepeltek (Varga Mátyás, Bende Ambrus, Szabó Ferenc, Vajda Elek, Vajda Tamás, Füzes Gergely, Kalna Mihály, Tót Balázs, Bosvai János, Varga György, Kovács György, Bakó Mátyás, Kis Sándor, Juhász János, Mező Demeter, Nagy Gergely, Nagy Pál), ráadásul utoljára, mert a 17. században a falu neve már nem tűnt fel többé a dézsmalistákon.
1618-tól Szemerét taxás (taksás) nemesek falujaként vagy kuriális helységként tüntették fel az adójegyzékekben, vagyis a népesség nagy része ekkorra (vagy talán már korábban is) kikerült a jobbágysorból, sem rovásadó, sem dézsma fizetésére nem volt kötelezhető többé. 1618-ban Szemere mint taxás helység viszonylag magas összeget, 4 forint taxát fizet összesített adómegváltásként. A taxa 1630-ra 1 forintra csökkent, de 1632-ben már 3 forint 25 dénár volt a szemerei taxás nemesek adója. 1635-ben a Szemerék és Horváth Pál mellett Vajda Miklós, feltehetően a korábbi jobbágyok leszármazója, 33 dénár, Szabó István taxás nemes pedig 9 dénár taxával járult hozzá a falu összesen 3 forint 25 dénárt kitevő nemesi adójához. Ez az összeg 1648-ban már csak 2 forint 25 dénár volt.
Bár a 17. századi adólistákon Szemere taxás faluként szerepelt, a valóságban megmaradt jobbágyi jellege is. Szemere László 1670-ben elkobzott birtokairól a szepesi kamara 1673-ban részletes urbáriumot készített, amely szerint az Abaúj vármegyei Szemere, Litka, Pamlény, Fulókércs, Csenyéte, Sáp, Bakta, Vajda és Buzita falvak és Kéty, Radvány, Beret, Büttös, Berencs, Keresztéte és Lyuba puszták a Szemere család szemerei uradalmához tartoztak, amelynek központja a szemerei kastély volt. A kőből épült kastélyt a kamara 600 forintra becsülte, amelyhez Szemerén 214 köblös allodiális szántó, valamint 25 kocsi szénát termő majorsági rét, továbbá egy ekkorra már elhagyott halastó is tartozott. Szemerén 2 egész jobbágytelek, 10 féltelek, 8 zsellér képviselte a jobbágyságot 1673-ban, de volt 9 puszta jobbágytelek is. Ezen felül 3 libertinus jogállású, azaz földesúri szolgáltatásai alól felmentett személy is élt a faluban. Az 1673. évi urbárium szerint a szemerei uradalom falvai a töröknek is adóztak, Szemere évente 20 forint summát fizetett oszmán urainak. Mivel török földesura is volt, ezért a jobbágyoknak és telküknek a kamara által megállapított becsértéke is kevesebb volt, mint a nem hódolt jobbágytelkeké. Szemere Lászlónak a Sáros vármegyei Demétén lakó, és a töröknek nem hódolt jobbágyait személyenként 200 forintra értékelték a kamara tisztviselői, míg szemerei egésztelkes jobbágyai, telkükkel együtt, csak 100 forintot értek (máshol egy puszta telek értéke volt 100 forint). A kiterjedt szemerei allódium is kevesebbet ért a török adózás miatt, itt 1 köblös földet 10 forintra becsültek, míg a sárosi birtokon 12 forintot ért egy darab föld, amelybe 1 köböl vetőmagot lehetett elvetni.

Szemere jobbágyai, urai, kisnemesei – a borsodi és abaúji régió legtöbb településéhez hasonlóan – a 16. század második felében a reformáció hívei lettek. A falu egyháza az 1567. évi debreceni zsinaton a Helvét Hitvallást aláíró abaúji, más néven kassavölgyi református seniorátushoz (esperességhez) tartozott, amely a 16. század végén egyesült a tornai egyházakkal, és ettől kezdve abaúj-tornai egyházmegyeként működött. Szemere vallásos közössége, gyülekezete anyaegyház volt, a 16. század végéről és 17. század első évtizedeiből fennmaradt források mindig mint anyaegyházat említik, leányegyháza: Fulókércs volt. Szemere első ismert lelkészei: Szőlősi Mihály (1596), Bölcskei Tamás (1610), Debreceni János (1622), Varannai Sándor (1623). Szemerén a 17. század elején a prédikátor házáról a kegyurak és a közösség gondoskodik, a ház mellett udvar, gyümölcsös- és veteményes kert is szolgálja a lelkészt, de vannak papi szántóföldek is: a Réti haraszt melletti nyomáson két hold, az Árok mellett egy kétköblös szántó, illetve a Középhegyen két kétköblös parcella és az Eresztvény mellett ugyancsak két hold, két köböl vetőmagra való. Saját rétje is van az egyháznak, illetve a mindenkori lelkésznek. A lelkészt a helyi nemesek őszi majorsági búzájuk tizedével díjazzák. Az egésztelkes jobbágyok egy kalangya búzával tartoznak évenként és személyenként, a „cimborások”, vagyis akik csak közösen tudnak igaerőt kiállítani, egy rakás, azaz kepe búzát adnak, a zsellérek fél köböl csépelt gabonát, az özvegyek személyenként 3 sing vásznat. A temetésért és esketésért 12 dénár jár a református lelkésznek, a keresztelésért egy tyúk és egy kenyér, valamint ún. komapénz. Szemerén a török korban a kamara által bérelt ún. királydézsmából, azaz egyházi tizedből nincs octavája (nyolcadrésze) a helyi lelkésznek, hiszen 1606 után nem dézsmálnak a faluban. Az egyháznak egy szabad rendelkezésű, Pap erdeje nevű tulajdona is van, mások nem használhatják. Szemerén a református egyház tanítót, korabeli nevén mestert is foglalkoztat a 17. században, járandósága a nemesektől családonként fél köböl búza, a jobbágyoktól egy-egy szapu gabona. A prédikátor a nemesek tizedéből 3–4 köböl búzát átad a tanítónak, aki réttel is rendelkezik, de ezt a kegyurak a 17. század elején elvették tőle, és zselléreik között osztották fel. Szemerén – minden bizonnyal középkori eredetű – kőtemplomot használtak a református hívek a 16–17. században, amely még a 18. század első felében is állt.

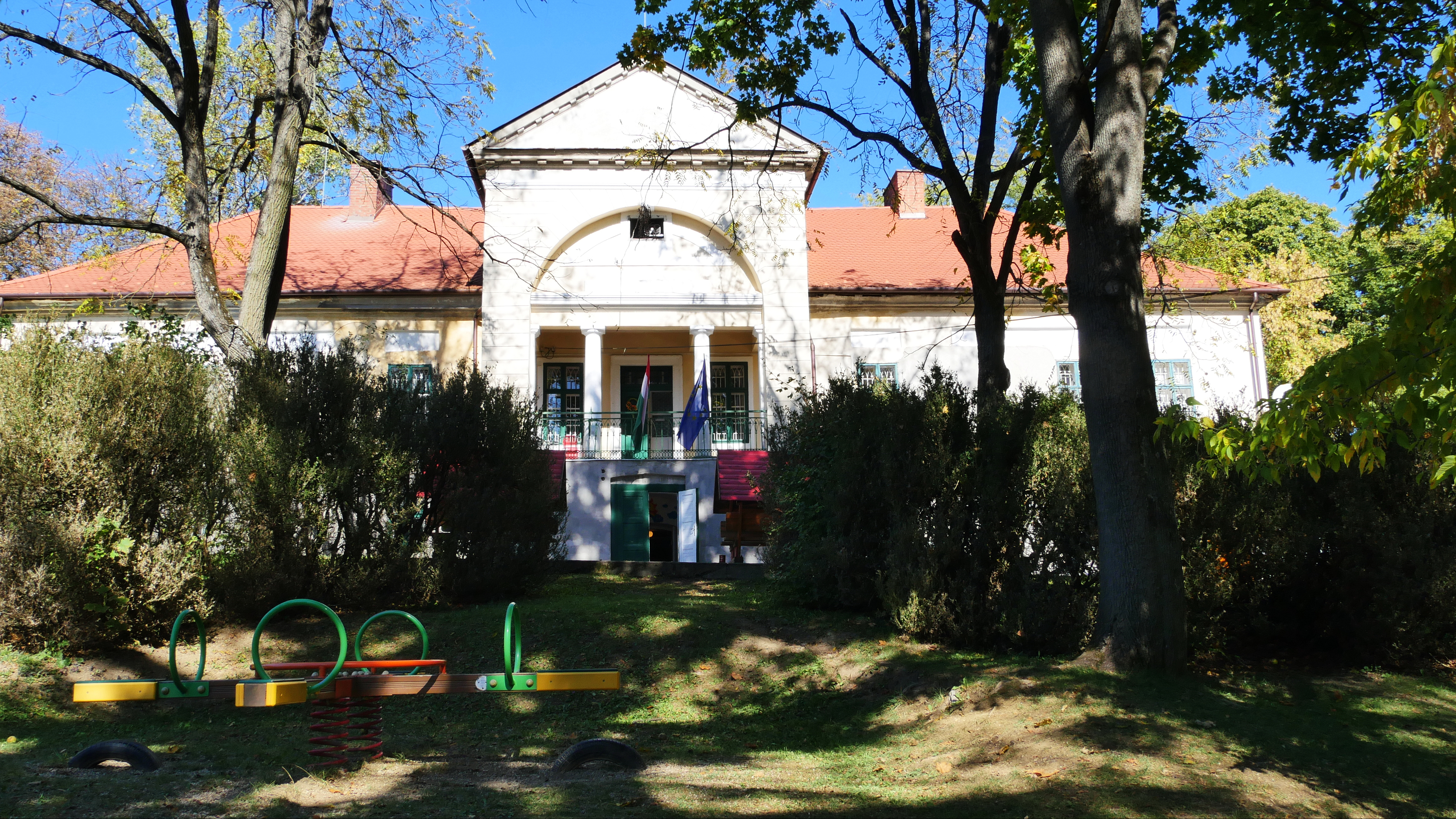
Szemere-Pallavicini kastély

A 17. század végén, az 1696. évi országos adóösszeírásban Szemerét újra a rovásadó hatálya alá vetik, 1/8, 1/16 és 1/64 porta adóképességgel. Az összeírásban a szemerei telkes jobbágyokat név szerint is felveszik: Juhász András bíró, Béres István, Béres Márton, Bucsi György, Pongrác Márton, Juhász Mihály, Kovács János, Kormos Máté, Erős Mihály, Bende István, akik 3–6 köblös földön, azaz nyomásonként 1–2 köblös csekély szántón gazdálkodnak a háromnyomásos szemerei extravillanumon, ami egy fél jobbágytelek külsőségeinek felelhet meg. Csak Bucsi Györgynek van 24 köblös földje, azaz kb. két egész jobbágytelki állománya. Három jobbágynak csupán 2–1 köblös föld jutott a három nyomásra, ami zselléri állapotot tükröz. A jobbágyok 17. század végi összeírása ellenére Szemerét 1707-ben ismét adómentes, kuriális faluként tüntetik fel. A Magyar Királyság török kor utáni első alapos, de hibáktól nem mentes országos jellegű összeírását (reginicolaris conscriptio) törvényben rendelték el 1715-ben, célja a magyar települések adóképességének és adózó népességének felmérése volt. Az 1715. évi összeírásban sem szerepel Szemere, ami, bizonyos pusztulás mellett, ugyancsak a kuriális falu adómentességének következménye lehet.
Bél Mátyás az 1730-as évek elején készült és a 21. századig kéziratban maradt, Abaúj vármegyét latin nyelven leíró monográfiájában a falut mint a Szemere család ősi birtokát jellemzi: „15. Szemere faluból származik a Szemerék ősi nemzetsége, ahogyan a neve is mutatja. Ma is ez a nemzetség a birtokosa. Szemere Pál kastélyt emelt itt, amelynek szép épülete van és a lakhatásra is kiválóan alkalmas. A falu völgyben fekszik, amelyet a Bérc és az Eresztény nevű hegyek, illetve körös-körül erdők rejtenek el. A szántóföldet három völgy szeli át, amelyek neve: Tarheszra, Telek, Kércsi-Völgy. A völgyekben a szénagazdálkodásra is lehetőség van. A szántóföld nagy része a dombok lejtőin fekszik. A falu lakosai egykor szőlőt is műveltek a Kerekhegy nevű hegyen, de a szőlőket már régen pusztán hagyták.” 

### 18. század
A község népességének egészéről a 18. század második felétől áll rendelkezésre megbízható adat. II. József népszámlálása volt az első olyan összeírás, amely a teljes lakosságra kiterjedt, és ennek adatai szerint 1785-ben Szemere honos népessége 324 fő volt. Ludovicus Nagy 1828-ban megjelent statisztikai munkája szerint ekkorra a falu népessége jelentősen nőtt (401 főt tartottak nyilván), a Fényes Elek Geographiai szótárában található, két évtizeddel későbbi, 441 fős érték pedig további gyarapodásra utal. A házak száma is nőtt: II. József idején még 49, 1828-ban viszont már 59 házat jegyeztek fel az összeírók. Az 1828-as országos adóösszeírás idején 89 személy után kellett adót fizetni a faluban. Az 1760-as évek végén végrehajtott úrbéri összeírás felmérésekor Szemerén 236 holdon 18 jobbágyot és 3 házas zsellért írtak össze, akik összesen 6 és ¾ jobbágytelken gazdálkodtak. A másfél évtizeddel későbbi népszámlálás idején 35 jobbágyot és 24 zsellért regisztráltak a faluban. A jelentős növekedésből talán arra lehet következtetni, hogy a 18. század végén még zajlottak a telepítések és újabb jobbágytelkeket alakítottak ki a földbirtokosok. Szemere határát Vályi András a „középszerű” szóval jellemezte.
A település lakosságát a korszak statisztikai írói kezdettől magyarnak minősítették, ami megkülönbözteti a ruszinok lakta vagy vegyes etnikumú közeli falvaktól (pl. a szomszédos Fulókércstől). Felekezeti szempontból a falu lakossága megoszlott a református és a katolikus egyházak között. A kálvinisták voltak többen, az 1828-os kiadású településstatisztikai kiadvány szerint 243 protestáns lakta Szemerét, Fényes Elek már hivatkozott műve szerint pedig az akkor – két évtizeddel később – 271 hívet számláló protestáns népesség egésze kálvinista volt. A katolikusok szám ugyanez idő alatt nem változott, 154 fő maradt, akik közül mindenki a római katolikus szertartást követte. Nagy és Fényes is megerősíti, hogy a reformátusoknak volt helyben önálló egyházközségük, és Vályi azt is megjegyzi, hogy a katolikus lakosság egyházszervezetileg Fájhoz tartozott. A településen 1785-ben, a népszámlálás idején már számba vettek egy zsidó családot is, az 1828-as összeírás idején 1 „Judaeus” adófizetőt regisztráltak, a lélekösszeírási adatokat felhasználó statisztikai írók szerint pedig 1828-ban 4, majd 1850-ben 8 izraelita élt Szemerén. Vagyis a zsidó megtelepedés – a Cserehát több más falujához hasonlóan – korán megkezdődött, de a 19. század közepéig nem mutatott számottevő növekedést.

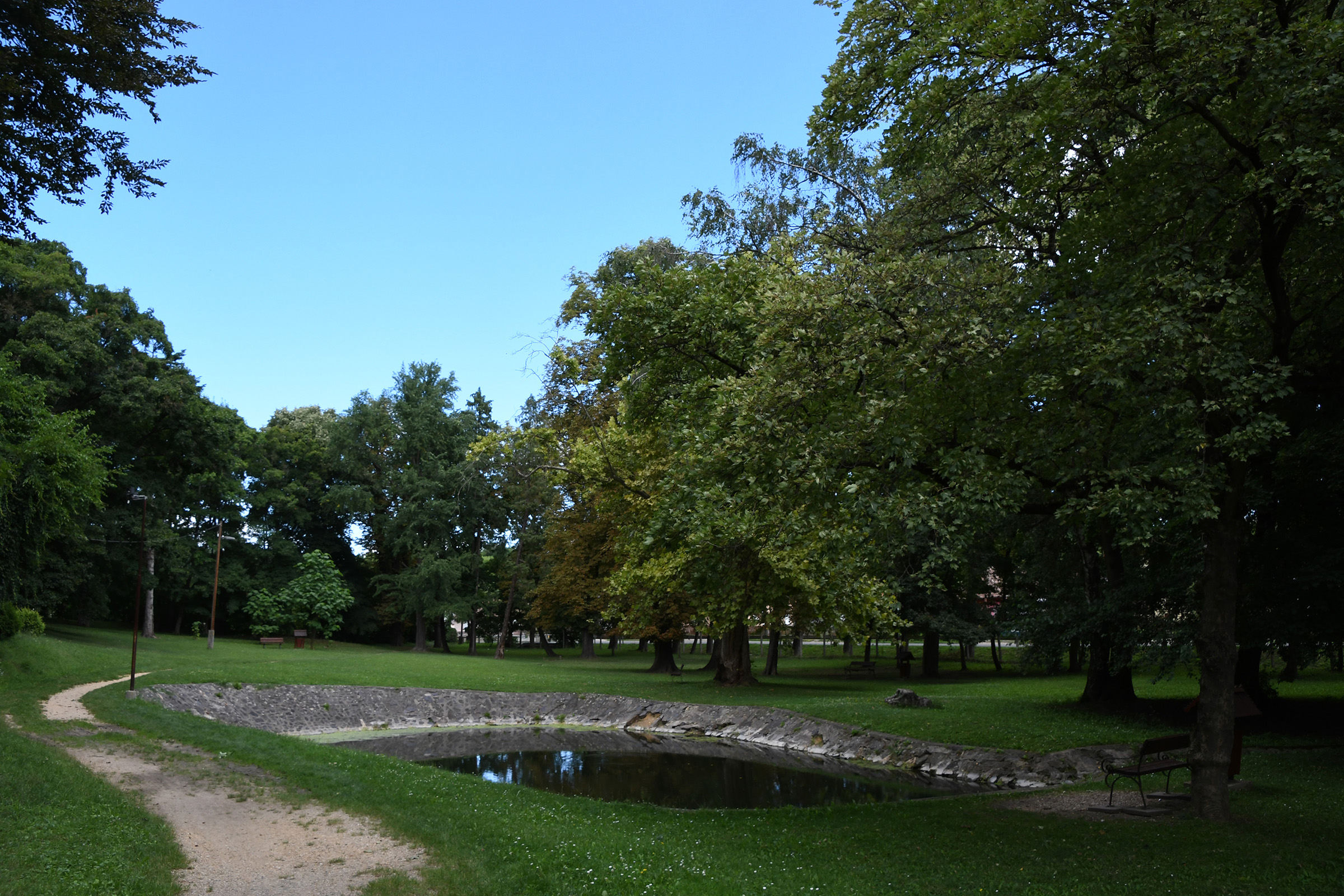
Kastélypark

Szemere társadalmi sajátossága a birtoklás szerkezetéhez kapcsolódik. Az úrbéri összeírás adatsora szerint a falu legnagyobb birtokosa a 4,5 telek fölött rendelkező Fáy András – aki nem azonos a reformkori íróval (1786–1864) –, aki mellett további tíz földesúrnak volt fél teleknél kisebb jobbágyföldje (és 1–1 jobbágya). E birtokosok között a Keglevics grófi család és a térség számos falujában földbirtokos Szepessy família mellett jóval kevésbé ismert nemzetségek tagjai is megtalálhatók. Ennek ellenére Szemere nem élt jelentős törpebirtokos kisnemesség: az úrbéri összeírást után másfél évtizeddel követő népszámlálás során csupán négy olyan férfit vagy fiúgyermeket írtak össze, aki a kiváltságolt rendhez tartozott. Vályi munkájában szintén több földesúr között megoszló birtokszerkezetet jelez, Fényes Elek viszont 19. század közepi adatai szerint viszont akkorra a Darvas család adta a falu földesurát.
A korszak kiemelkedő eseménye volt a szemereiek számára az 1831. évi sorscsapások sora, amelyről Eperjesi József református lelkész a halotti anyakönyvbe szokatlan módon feljegyzett, megrendítő mondatai tanúskodnak. „Lássátok maradékok! Ezen bevégződött 1831-dik esztendő, de még az azt megelőzött 1830-dik is különösségekről nevezetesekké tették magokat. Az ezer nyoltszáz harmintzadik esztendő bélyegezi magát nagy dög havával, rendkívül nagy és hosszú telével, melyet nyomban követett a szűk aratás és szüret, s az ezekből természetesen következett, s az 1831-dik esztendőre is által ment drágaság és szükség, úgy hogy jó darabig 20 forint volt egy köböl gabona, mely nyomorúságot tsordultig tetézett az 1831-dik esztendő julius és augustus holnapjaiban édes hazánkat elborított, dühösködő Napkeleti Epekórság vagy Cholera, mely rémülésbe hozta az élőket az ő újmódi halálával. Ugyanis az ő halálos Drabantjai a Görts, a Hányás és Hasmenés voltak, melyek az egészséges egyszerre megkapták s irgalom nélkül legfellyebb 24 óra alatt kivégezték, minden tagjai és nyelve jéghidegülve válván a haldoklónak. Emiatt számtalan sok mezei munkások elragadtattak s ő miattok a gazdag mezei termések sok helyeken nagy későre takaríthattattak be.” A kolera mint közvetlen halálok augusztus 7 és szeptember 4 között 14 esetben szerepelt, és az előző évtizedekben általában 7–10 között változó temetések száma 1829-ben és 1830-ban 17-re, 1831-ben 30-ra ugrott, és csak 1833-ban mérséklődött újra a korábbi szintjére.

### 19. század
Szemere népessége az 1870-es évek elejére meghaladta a félezer főt, az 1873-as kolerajárvány azonban súlyos veszteséget okozott (1870-ben 533 fő, 1880-ban 455 fő, 1900-ban 516 fő). A születések aránya 1900 és 1910 között 39,9‰, a halálozásoké 26‰, a természetes szaporodás 13,9‰ (66 fő), ebben az évtizedben azonban 80–85-en hagyták el a falut, illetve vándoroltak ki a tengerentúlra. (1910-ben 24-en tartózkodtak külföldön.)
A lakosság felekezeti megoszlása a 19. század második felében nem változott számottevően, bár a többségben lévő reformátusok aránya csökkent és a római katolikusoké emelkedett. Az előbbiek száma 1900-ban 271 fő (53%), az utóbbiaké 171 fő (33%), rajtuk kívül görögkatolikusok (41 fő) és izraeliták (31 fő) éltek a faluban. Az 1803-ban épült református templomot 1891-ben újították fel, amihez a község földesura, Pallavicini Adolf „erkölcsi és tekintélyes anyagi” támogatással járult hozzá. (Az ünnepi istentiszteleten ezért a katolikus őrgrófot az egyházmegye tiszteletbeli tanácsbírójának nevezték ki.) Az alfabetizáció az 1860-as, 1870-es évektől terjedt a faluban: 1880-ban a népesség 38%-a (174 fő), 1900-ban már a 47%-a (243 fő), a 6 éven felüliek 58%-a tudott írni és olvasni.

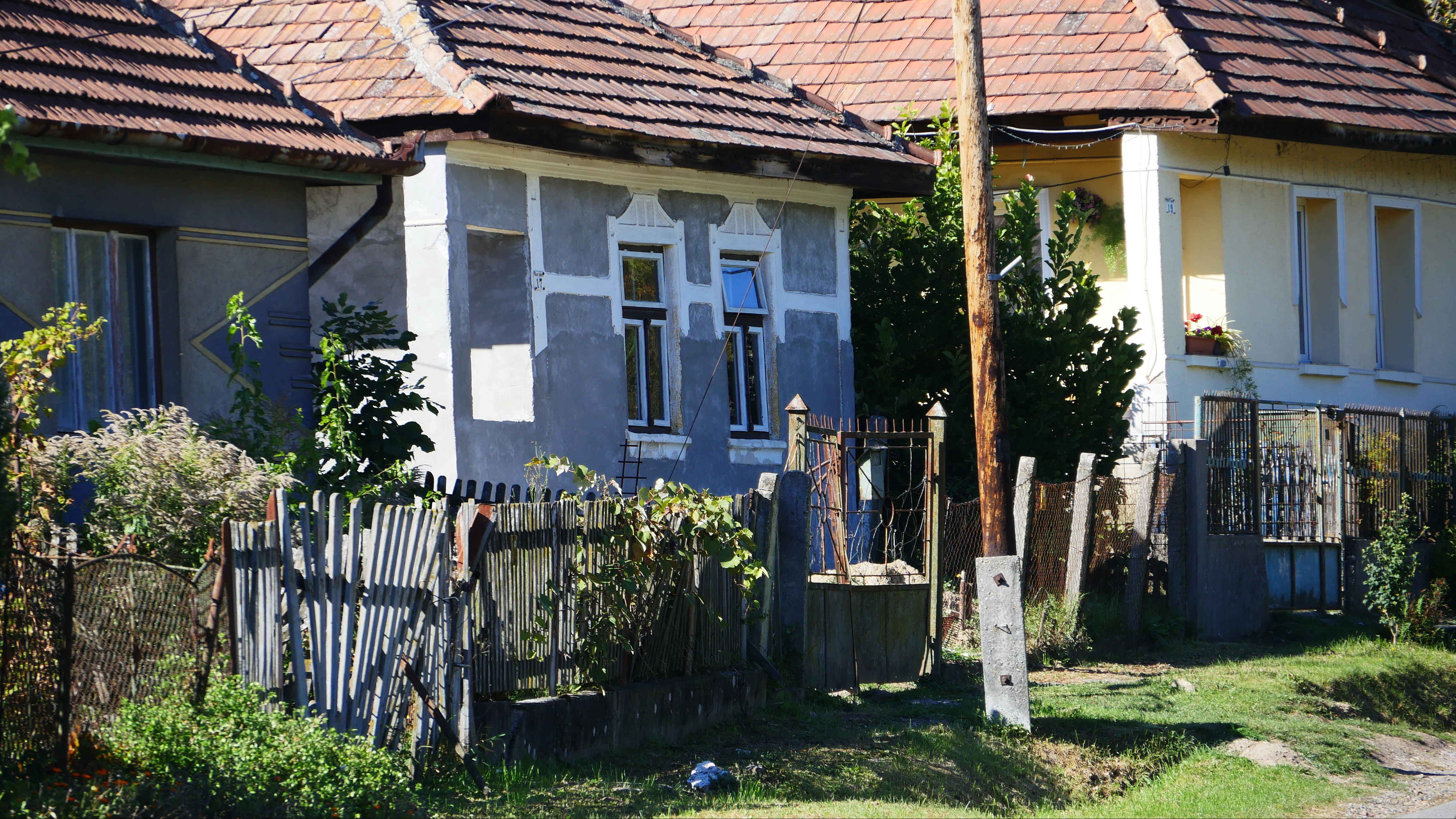
Népi lakóházak

Szemere határában nagy kiterjedésű urasági erdők húzódtak, ami a földhasznosítás átalakítását (a szántóföldek növelését) akadályozta. Területük 1895-ben 1386 kataszteri hold (a faluhatár 51%-a), míg a szántóké 933 hold (34%), a legelőké és a réteké 325 hold (12%).
A település reformkori földesura, Nagyréthi Darvas József az év jelentős részét Kassán töltötte, és a nemzeti színjátszást bőkezűen támogatta. A gazdálkodással viszont nem törődött, a birtokát árendába adta, majd 1850-ben az itáliai származású Pallavicini Alfréd őrgrófnak adta el. Pallavicini szabályos kezelésű és jól jövedelmező erdészetet alakított ki, de fontos volt számára a Cserehát és a vármegye gazdászatának fejlesztése is. Egyik szervezője volt az Abaúj-Torna vármegyei Gazdasági Egyesületnek, mely 1860-ban ideiglenes elnökének választotta meg. Halála után fia, Adolf vette át a birtokot (összterülete 1895-ben 1634 kataszteri hold, ebből erdő 1117 hold), aki a régi abaúji családból származó Bárczay Annával házasodott össze.
Az 1900-ban készült foglalkozási statisztika szerint az 5 és 100 hold közötti kisbirtokosok száma Szemerén 10, az 5 hold alatti „kisbirtokos-napszámosoké” 25 (a segítő családtagokkal együtt 73 fő, az összes kereső 27%-a), a helyi társadalom többségét azonban a földtelen mezőgazdasági munkások és cselédek alkották (155 fő, 57%). 1901-ben alakult meg az Abaúj-Szemere és vidéke hitelszövetkezet, mely tagjai hitelellátását tűzte célul, és a takarékoskodást (például a birtokvásárláshoz szükséges tőke összegyűjtését) kívánta segíteni. Működési területe Fájra, Fulókércsre, Litkára és Pusztaradványra terjedt ki, tagjainak száma 1903-ban 118 fő, akik összesen 6800 korona értékben 136 üzletrésszel rendelkeztek (az igazgatóságba Erőss Lajost, Csurko Istvánt, Szaszák Istvánt, Kovács Józsefet, Kozlánszky Józsefet, Nyiri Ferencet, Kardos Andrást és ifj. B. Kardos Istvánt választották meg).

### 20–21. század
Szemere 1910-ben Abaúj-Torna vármegye Csereháti járásához tartozott. A község 2735 kat. holdon (= 1574 hektár) terült el, lakóinak száma 502 volt. A tisztán magyar anyanyelvű népesség öt felekezet között oszlott meg: 264 fő volt református, 185 fő római katolikus, 37 fő görögkatolikus, 15 fő izraelita és 1 fő evangélikus. A lakosság többségének megélhetése a mezőgazdaságból származott, az ágazatban foglalkoztatottak aránya az 1960-as évektől indult csökkenésnek.
A trianoni békeszerződés közigazgatási változásai következtében Szemere az Encsi járás része lett. 1920-ra népességszáma számottevően, 695 főre nőtt, s a magyarok mellett mindössze 4 tót anyanyelvűt jegyzett fel a statisztika. A vallásfelekezetek közül jelentősen, 312 fősre gyarapodott a római katolikus közösség, s ezzel átvette a vezető szerepet a 311 fős reformátustól. Rajtuk kívül 56 görögkatolikus, 10 izraelita és 6 evangélikus élt a községben. 1941-re a népesség még tovább nőtt, ekkor már 887 főt számlált. A gyarapodás valamennyi felekezetnek kedvezett: a római katolikus hívek száma 401, a reformátusoké 370, a görögkatolikusoké 88, az izraelitáké 19 és az evangélikusoké 9 volt.

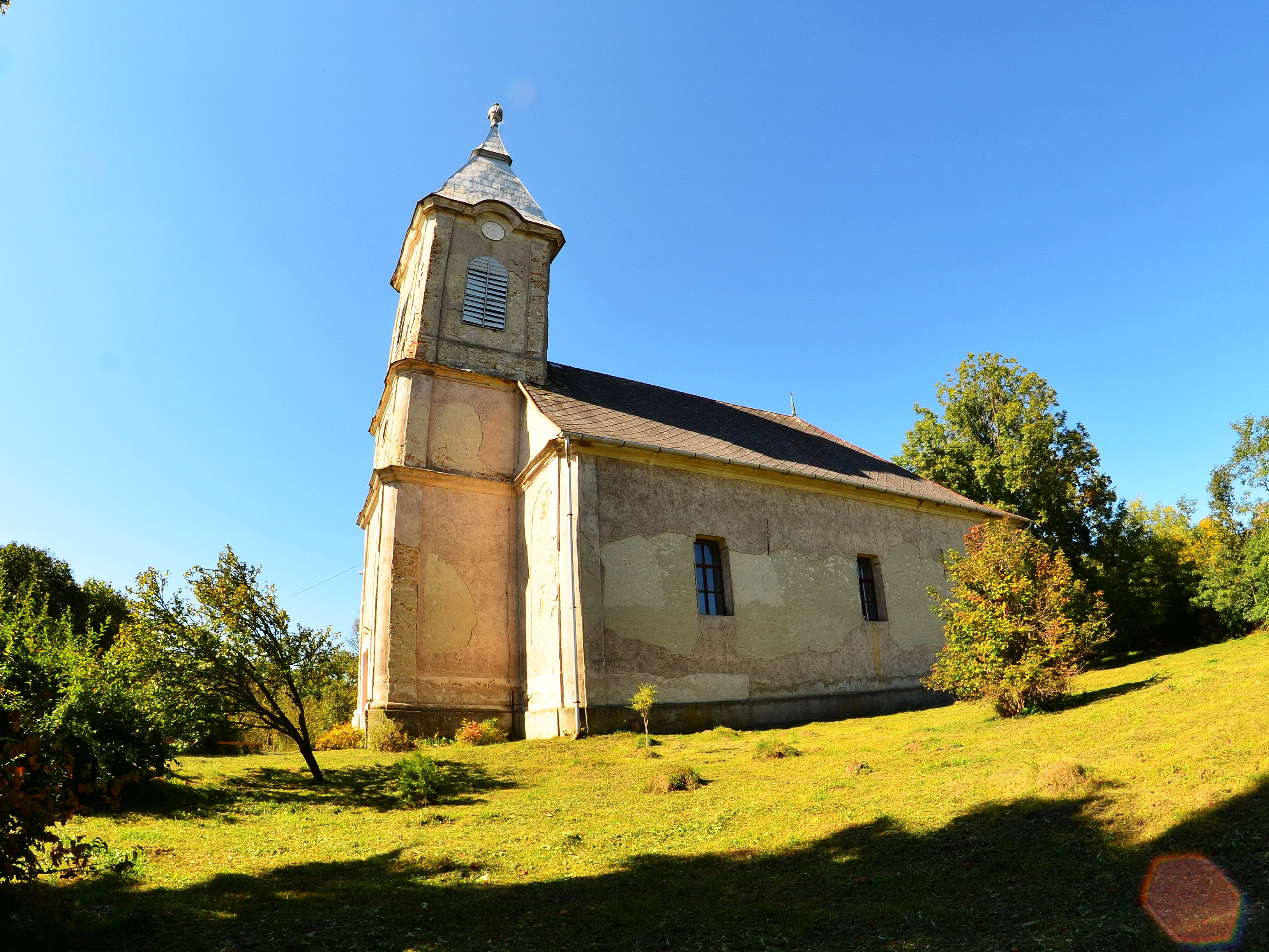
Református templom

A világháborúk közötti periódusban a községnek volt református elemi iskolája, ifjúsági egyesülete, tűzoltósága és két temploma. A 18–19. század fordulóján épült református templom tornyán (és szószékén), Magyarországon egyedülálló módon a huszita jelvény, a fedett kehely látható. A kisebbik, 70 kg-os harang 1923-ban a Budapesti Harangművekben készült. Különleges az 1900-as évek elején épült római katolikus templom is, melynek falait Pallavicini Alfréd őrgróf felesége, szül. báró Nopcsa Ilona által készített freskók díszítik. Az ő keze munkája az az 1925-ben készült kőkoporsó is, ami a temetőben őrzi a község első világháborús áldozatainak emlékét. A községnek két kastélya is volt. A nagyobbik a Pallavicini család, a másik Perlik Lajos körjegyző tulajdonát képezte. 1931-ben a község legnagyobb birtokosa, Pallavicini Alfréd őrgróf, 1690 katasztrális holdat tulajdonolt, de számosan rendelkeztek még jelentős földterülettel. A második legnagyobb földbirtokosnak, ifj. Teichmann Ernőnek 347 kat. holdja volt, majd őt követte Madarassy Pálné 284, báró Ghillányi Imréné 276, Hedry Aladár 217 és Flesch Bertalan 190 kat. holddal. A bérlők között Dr. Ungár Mór rendelkezett a legnagyobb területtel, 735 kat. holddal, míg Grosz Ármin 560, Flesch Lajos 485, Vass József pedig 348 holdat bérelt. A faluban 1920-ban Perlik Lajos és a kisbirtokos B. Kovács Mihály kezdeményezésére jött létre Hangya fogyasztási szövetkezet, melynek elnöke Perlik lett. Igazgatósági tag volt Kozlánszky József gőzmalomtulajdonos, valamint F. Kovács János, Lengyel József és Farkas János kisbirtokosok. A felügyelőbizottság elnöki pozícióját Erőss Lajos református lelkész töltötte be az 1920-as évek elején, míg a könyvelő Kovács J. Dezső református tanító volt. 1921-ben a szövetkezet 2,5 millió korona forgalmat bonyolított.
A második világháború több szempontból is sújtotta Szemerét. Az összecsapások áldozata lett Almási Bertalan, Kerekes Bertalan, Kiss Imre, Kiss József, Kiss Lajos, Kóczi János, Kovács István, Lakatos Elvira, Lakatos Ferenc, Molnár István, Répánszki Endre, Rozmán Gyula, Ruska István, Sedlák István, Takács József, Tamás József és Vasas István. A holokauszt tovább növelte a veszteségeket. Az 1944 tavaszára már elszegényedett, saját rabbival sem rendelkező izraelita fiókhitközség tagjai közül életét vesztette Czeisler Imre, Czeisler Imréné, Czeisler Zsuzsa, Flesch Herman, Flesch Hermanné, Flesch László, Flesch István, Flesch Miklós, Grosz Ármin, Grosz Árminné, Neményi Simon, Neményi Simonné, Neményi Miklós és Neményi Károly.
A község számára 1944. december 17-én ért véget a második világháború. 1949-ben a háború utáni első népszámlálás szerint Szemere lakóinak száma 936 volt, akik két fő vallásfelekezethez tartoztak: 45,0%-ban reformátusok és 43,9%-ban római katolikusok voltak. Mellettük a görögkatolikusok 8,7%-ot, az evangélikusok 2,4%-ot tettek ki, de élt a faluban 0,1%-nyi unitárius vallású lakos is. A szocializmus idején a népességszám kezdetben nőtt, majd az 1960-as évektől számottevően csökkent, s az 1990. évi népszámlálás idejére 434 főre apadt a lakónépesség.

A szocialista átalakulás számos változást hozott a falu életében. A nagybirtokrendszer megszüntetéséről szóló 1945. márciusi rendelet megjelenését követően Szemerén megtörtént a földosztás, melynek eredményeképpen 9 kat. hold nagyságú birtokokat alakítottak ki. A Földosztó Bizottság elnöke K. Szaszák Mihály, tagjai Kiss András, P. Iglai János, Kádár József és Szabó Ferenc voltak. A Pallavicinieket földjük mellett kastélyuktól is megfosztották, mely az 1960-as évek közepéig határőr laktanyaként működött. Megalakult a Kommunista Párt helyi szervezete, 1959-ben pedig a Reménység termelőszövetkezet id. Nyíri János elnökletével, valamint az Összetartás téesz Paranai Imre vezetésével. A későbbiekben Május 1. Mg. tsz. elnevezéssel egyesültek, mely társulás azután csatlakozott a Fáj és Litka községeket is magában foglaló fulókércsi Úttörő Termelőszövetkezethez. A szövetkezettől távol maradó, földnélküli lakosok legtöbbje Miskolcon (pl. a December 4. Drótművekben, a Lenin Kohászati Műveknél) vagy a Mákvölgyi Bányaüzemben, esetleg a Keletbükki Állami Erdőgazdaságban és a Gagyvendégi Állami Gazdaságban vállalt munkát.

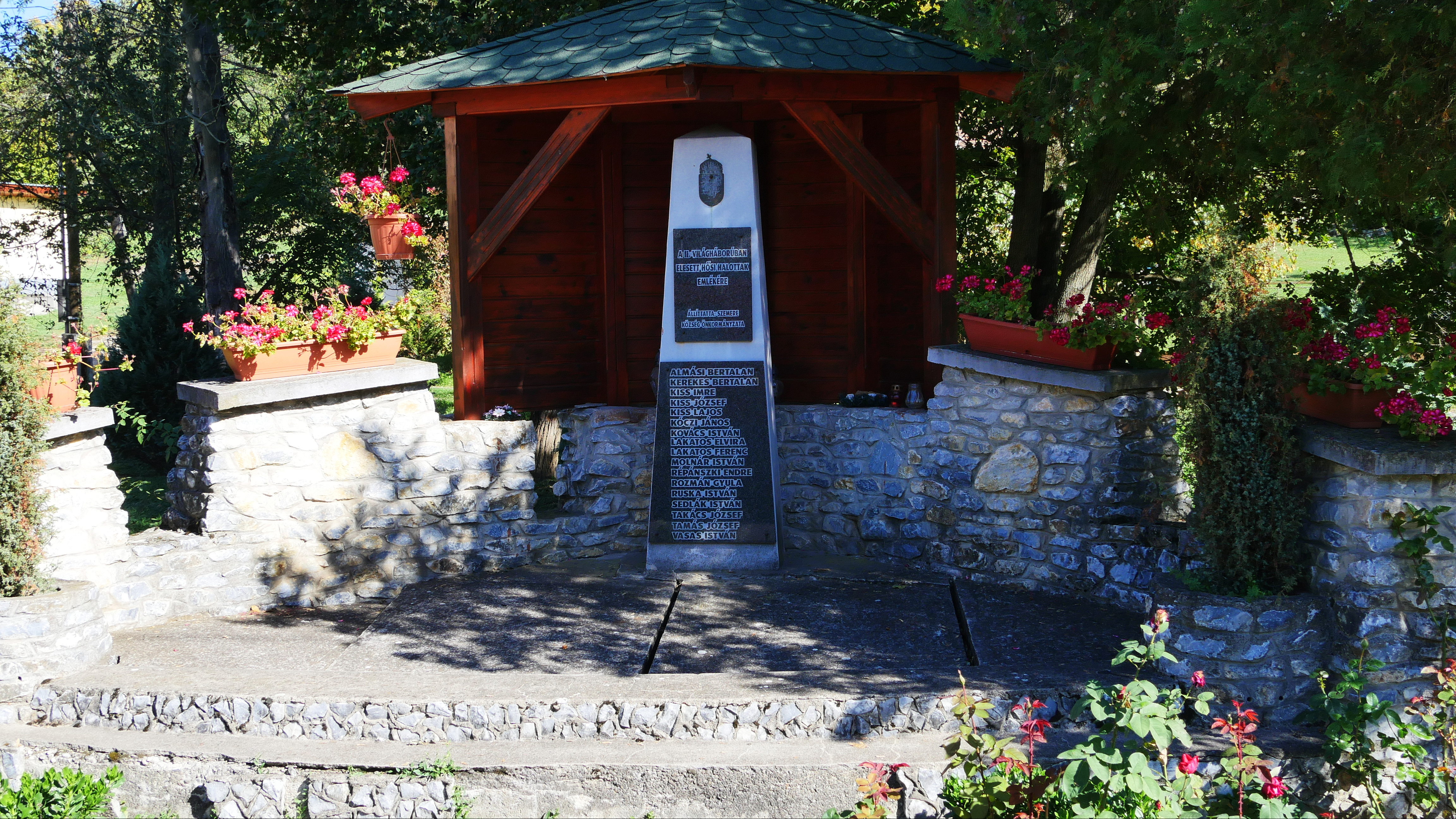
A II. világháborúban elesett hősi halottak emlékműve

1944 szeptemberétől évtizedeken át Ványay László volt a község tanítója. Működése kezdetén 89 volt a diáklétszám, ám később hosszúnak bizonyuló megbízatását szinte azonnal megszakította a még dúló második világháború, minek következtében katonai behívót kapott, s pozíciójába csak 1948. június 1-én kerülhetett vissza. Az 1948/49-es tanévre a tanulók száma 143-ra növekedett, s ezzel együtt a pedagógusok és a tantermek száma is nőtt. 1965/66-ban már 177 normál diák mellett 8 felnőtt tanulója is volt az iskolának, ahol 6 tanár irányításával 3 teremben, az évtized végén öt tanulócsoportban folyt a munka. A községben volt klubkönyvtár és mozi is, a villamosításra 1959-ben került sor.
Az 1956. év forradalmi eseményei hatására Szemerén október 27-én munkástanácsot választottak, melynek elnöke Farkas László, titkára Fülöp István (megbízott tanácstitkár), a rendfenntartás parancsnoka Lengyel József lett. Ez azonban csak november 4-ig, az új kormány megalakulásának híréig működött, és november 9-én öt tag részvételével létrejött az MSZMP helyi szervezete. A tanács végrehajtó bizottsága december 29-én ülésezett első ízben a forradalom óta, mely alkalommal Fülöp István vb titkár pozitívan nyilatkozott a munkástanács működéséről. P. Kovács József tanácselnök a munkástanácsban jelenlévő kommunisták tevékenységével magyarázta, hogy nem került sor a faluban „súlyosabb eseményekre”.
A második világháború utáni változások közigazgatási átszervezést is hoztak, minek eredményeképpen 1950-től Szemere Borsod-Abaúj-Zemplén megye Encsi járásába sorolódott és Fáj, Fulókércs, Litka és Pusztaradvány községeket is magában foglaló körjegyzőség központja lett. Ugyanebben az évben Litkával községi közös tanácsot alakítottak, szintén Szemere székhellyel. Ez a társulás 1970-ben szűnt meg, s tagjai Fulókércs KKT társközségei lettek (a már korábban csatlakozott Fájjal együtt). Végül 1977-ben Szalaszend székhelyű községi közös tanács szerveződött, amihez Szemere mellett Fáj, Fulókércs és Litka is csatlakozott. A közös tanácsú községet 1984. január 1-én Encs városkörnyéki községévé nyilvánították. Szemerének a rendszerváltást követően önkormányzata és önálló polgármesteri hivatala szerveződött.
Az 1960-as évektől jellemző népességfogyás a rendszerváltás után lelassult, majd az utóbbi néhány év gyarapodásának köszönhetően a község lakónépessége 2020. január 1-én 447 főt számlált. 2011-ben a lakosság 95,7%-ban magyarnak, 40,1%-ban cigánynak és 0,3%-ban németnek mondta magát, míg 4,3% nem kívánt válaszolni. Vallási tekintetben 58,1% volt római katolikus, 18,3% református, 1,1% görögkatolikus és 0,5% evangélikus. 0,3% egyéb vallási közösséghez tartozóként, 6,2% felekezeten kívüliként határozta meg magát, de a megkérdezettek 15,6%-a nem adott választ.
A rendszerváltás óta eltelt időben Szemerén kiépítésre került a vezetékes ivóvíz-, gáz- és telefonhálózat, továbbá felújították az utakat, a polgármesteri hivatal és az általános iskola épületeit. Így a Pallaviciniek hajdani kastélyában ma már csak az óvoda működik. A község másik egykori, Perlik Lajos tulajdonában álló kastélya jelenleg vadászkastély. 2017-ben újabb fejlesztés eredményeképpen tartósítószer nélküli, 100 százalékos gyümölcslé előállítására alkalmas gyümölcsfeldolgozó üzemet adtak át.
Szemere lakosságszerkezete napjainkban elöregedő, magas a cigány lakosok száma, és a munkanélküliek aránya országos átlag feletti. A település a szalaszendi orvosi körzethez tartozik, de gyermek-, fog- és szakorvosi ellátásra Encsen van lehetőség. A legközelebbi kórház Szikszón, mintegy 37 km-re, vasútállomás Mérán, 11 km-re található. A településen működő óvoda és általános iskola a környező települések gyermekeit is fogadja. A település közös önkormányzati hivatalt fenntartó község, melynek székhelye Szalaszend. Szemerén roma nemzetiségi önkormányzat működik.

## Közélete

### Polgármesterei
- 1990–1994: Vándor Béla (független)[89]
- 1994–1998: Gerőcs Margit (független)[90]
- 1998–2002: Tóth László (független)[91]
- 2002–2006: Farkas Ferenc (független)[92]
- 2006–2010: Farkas Ferenc (független)[93]
- 2010–2014: Farkas Ferenc (független)[94]
- 2014–2019: Farkas Ferenc (független)[95]
- 2019–2024: Farkas Ferenc (független)[96]
- 2024– : Farkas Ferenc (független)[1]

## Népesség
A település népességének változása:
| Lakosok száma | 385  | 389  | 384  | 426  | 396  | 391  | 394  |
|               | 2013 | 2014 | 2015 | 2021 | 2022 | 2023 | 2024 |

2001-ben a település lakosságának 58%-a magyar, 42%-a cigány nemzetiségűnek vallotta magát.
A 2011-es népszámlálás során a lakosok 95,7%-a magyarnak, 40,1% cigánynak, 0,3% németnek mondta magát (4,3% nem nyilatkozott; a kettős identitások miatt a végösszeg nagyobb lehet 100%-nál). A vallási megoszlás a következő volt: római katolikus 58,1%, református 18,3%, görögkatolikus 1,1%, evangélikus 0,5%, felekezeten kívüli 6,2% (15,6% nem válaszolt).
2022-ben a lakosság 93,4%-a vallotta magát magyarnak, 40,4% cigánynak, 0,5% szlováknak, 0,3% szerbnek, 0,5% egyéb, nem hazai nemzetiségűnek (6,6% nem nyilatkozott; a kettős identitások miatt a végösszeg nagyobb lehet 100%-nál). Vallásuk szerint 12,9% volt római katolikus, 9,1% református, 3,8% egyéb katolikus, 0,3% görög katolikus, 0,8% felekezeten kívüli (73,2% nem válaszolt).

## Nevezetességei
- Pallavicini-kastély (Szemere)
- Perlik-kastély
- Római katolikus templom Jézus Szíve tiszteletére felszentelve
- Református templom
- Kastélypark